# Karl Fichtner (Schauspieler)

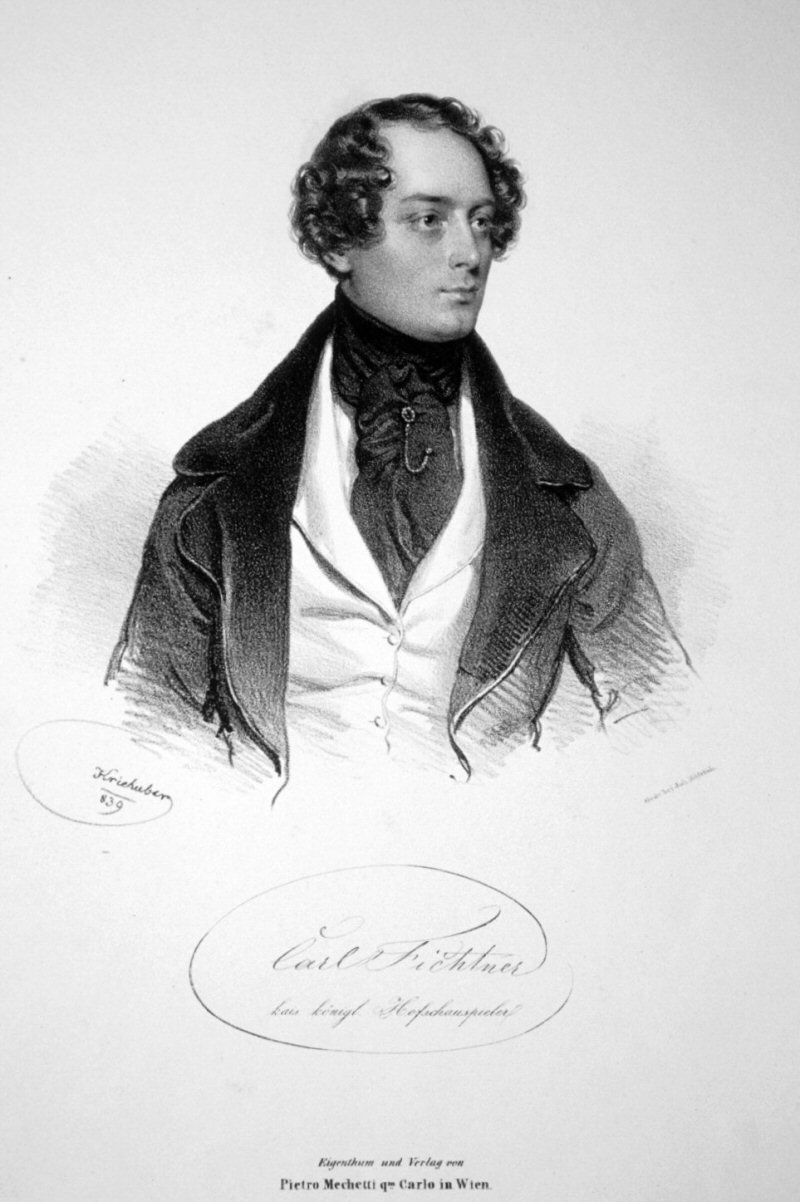
Karl Fichtner, Lithographie von Joseph Kriehuber, 1839

Karl Albrecht Fichtner (* 7. Juni 1805 in Coburg; † 19. August 1873 in Gastein) war ein Schauspieler.

## Leben
Fichtner war ein Sohn des Schauspielerehepaares Johann und Louise Fichtner (geborene Nußlein). Die spätere Bühnentätigkeit war ihm zwar somit von Geburt an vorgezeichnet. Als 1806 der Krieg ausbrach verließ die Familie Thüringen und fand nach der Schlacht bei Jena und Auerstedt schließlich ihre Zuflucht in der Schweiz. Hier verlebte Fichtner seine Jugendjahre. Er stand bereits im Alter von fünf Jahren in Kinderrollen auf der Bühne. Er erhielt eine sorgfältige Erziehung und besuchte ein Gymnasium in Freiburg im Breisgau. Im Jahr 1820 wurde er Mitglied der Köhlerschen Schauspielergesellschaft zu Freiburg im Breisgau. Seine ersten Auftritte dort waren eher enttäuschend für ihn, denn er wurde ausgelacht und wollte die Bühne verlassen, um Soldat zu werden. Als jedoch ein Kollege erkrankte musste er dessen Rolle übernehmen und spielte den „Konrad Baumgarten“ im Wilhelm Tell. In dieser Rolle kam er beim Freiburger Publikum, so dass er dem Theaterfach treu blieb. Anschließend trat er in Offenbach, Pforzheim, Hagenau, Straßburg und Baden-Baden auf. 1822 wechselte er, im Auftrag des Grafen Ferdinand Pálffy veranlasst durch den Lustspieldichter Wilhelm Vogel, der als Sekretär am Theater an der Wien wirkte und auch Fichtners Mutter für dieses Theater engagierte, nach Wien. Hier gab er als „Philipp von Montenach“ in August von Kotzebues Johanna von Montfaucon sein Debüt. Ab 1. August 1824 war er am Hofburgtheater angestellt, wo er am 5. August 1924 erstmals in der Rolle des „Peter Selbert“ in August Wilhelm Ifflands Stück Der Herbsttag zu sehen war. Hier war er bis zu seiner Pensionierung im Januar 1865 5497 Mal in 513 Rollen und 460 Stücken zu sehen. Zu seinem Repertoire gehörte insbesondere die Darstellung von Liebhabern und jugendlichen Helden, später gesetzte Lebemänner. Als Darsteller in Tragödie war er weniger begabt dafür beherrschte er das ernste Drama war im „Lustspiel […] von unerschöpflichem Humor und bestrickender Liebenswürdigkeit.“ Er übernahm die jugendlichen Rollen von Maximilian Korn, als dieser sich aus diesen zurückzog.
Bereits zu Beginn seiner Tätigkeit am Burgtheater erlangte er viel Aufmerksamkeit. August Klingemann, der Leiter des Braunschweiger Theaters berichtete in seinen Erinnerungsblättern Kunst und Natur: Blätter aus meinem Reisetagebuche über Vorstellungen von Johann Friedrich Kinds Schauspiel Das Nachtlager in Granada und die Karl August Lebruns Stück Nummer 777 in Wien, die er 1825 besucht hatte.

„Ein hübscher angehender junger Künstler, Herr Fichtner, welcher den Antonius gab, verspricht sehr viel und es findet sich besonders noch bei ihm jene Weichheit vor, welche den leisesten Eindrücken nachgiebt, und gerade für das zarte Liebhaberfach, dem noch seine strenge Individualität beiwohnen darf, so äußerst vortheilhaft ist. Auch Hat sich der junge Mann ganz frei von Affektation und Ziererei, welche sich hier Leicht einzumischen pflegt, gehalten, und er spielt unbefangen und natürlich aus sich heraus, so daß ich ihm das beste Loos verspreche, wenn er nur, sich selbst getreu, auf diesem Wege vorwärts schreitet“

Seinen Durchbruch hatte er am 12. Januar 1831 mit der Rolle des „Heinrich Frank“ in Eduard von Bauernfelds Stück Leichtsinn aus Liebe. Fichtner war seitdem als glänzender Bonvivant bekannt und Bauernfeld schrieb ihm zahlreiche feiner Figuren auf den Leib. In den 1840er Jahren erkrankte er mehrmals schwer. So musste er ein ganzes Jahr lang aussetzen, als er an einer Typhuserkrankung fast gestorben wäre. Fichtner gastierte wenig außerhalb Österreichs; erst seine Gastspiele in Breslau 1858 und Berlin 1861 bis 1863 brachten ihn auch in Deutschland zur verdienten Geltung. Seit 1841 war er auch als Regisseur tätig. Am 31. Januar 1865 beendete Fichtner als „Baron Gluthen“ in Das letzte Mittel seine Karriere als Theaterschauspieler. In jüngeren Jahren hatte er zudem Gastspiele in Prag, Brünn, Pest, Grätz, Leipzig, Hamburg gegeben.

## Familie
Fichtner war seit dem 9. Januar 1830 mit der Schauspielerin Elisabeth Koberwein (1809–1889) verheiratet, einer Tochter von Josef und Sofie Koberwein, die ebenfalls bis 1865 Mitglied des Ensembles des Burgtheaters war.
- Maria Madalena Fichtner, wurde Schauspielerin am Hofburgtheater. ⚭ mit dem Schauspieler Friedrich Ludwig Arnsburg
  - Marie Arnsburg (1853–1940) war eine österreichische Malerin.
- Adolf Fichtner, wurde Schauspieler.
- Auguste Spohr († 1882), wurde Kammersängerin.[7]

Fichtner starb während eines Kuraufenthalts in Bad Gastein. Seine Leiche wurde nach Wien überführt und am 23. August 1873 auf dem Evangelischen Friedhof Matzleinsdorf (Gruft Mitte links, Nummer 75) beigesetzt. Neben dem Pfarrer hielten Franz von Dingelstedt und Heinrich Laube Grabreden.

## Ehrungen
- 21. Januar 1859: Ritterkreuz des Herzoglich Sachsen-Ernestinischer Hausordens[8][9]
- 1864: Ritter des kaiserlich österreichischen Franz-Joseph-Ordens zu seinem Bühnenabschied[10]
- 1894 wurde die Fichtnergasse in Wien-Hietzing nach ihm benannt. In der Aula des Gymnasiums (Fichtnergasse 15) erinnert eine Tafel an K. Fichtner.